# Donnas
Donnas es un municipio italiano de 2683 habitantes del bajo Valle de Aosta.

## Evolución demográfica
| Gráfica de evolución demográfica de Donnas entre 1861 y 2001 |
|                                                              |
| Fuente ISTAT - elaboración gráfica de Wikipedia              |

## Lugares de interés

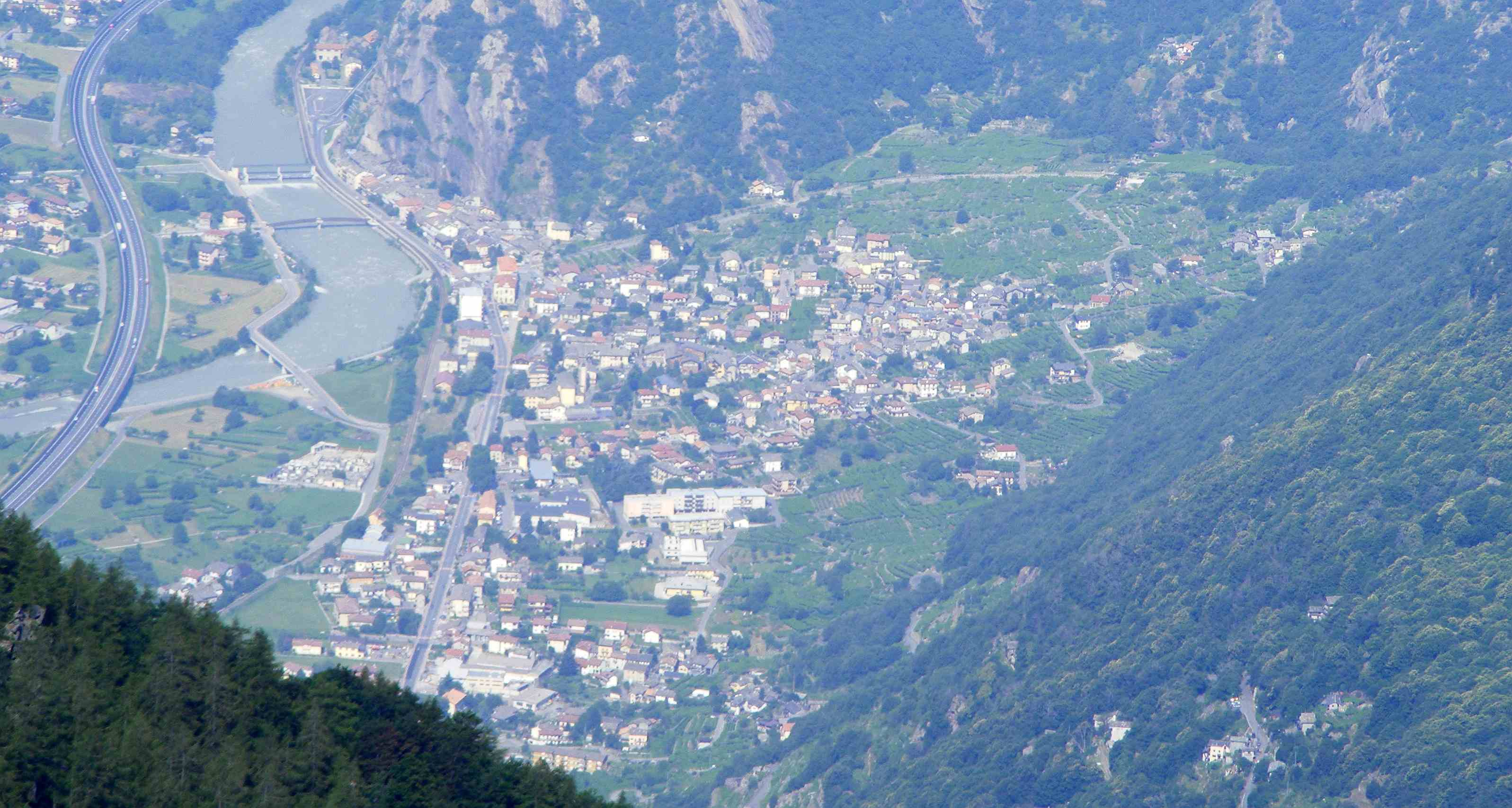
Panorama

- El arco romano. Se halla en la antigua vía consular de las Galias, que fue construida por los romanos para unir la capital del Imperio al valle del río Ródano, en Francia. Donnas alberga un tramo de 221 metros de esa antigua vía y un arco de 4 metros de altura, tallado en la roca. Ahí aún se ven los surcos de los carros romanos y una antigua columna millar que tiene la cifra XXXVI, que indica la distancia en millas entre Donnas y Aosta (unos 50 km).

## Transportes

### Aeropuerto
El aeropuerto más cercano es el de Turín.

### Conexiones viales
La conexión vial principal es la autopista A5 Turín-Aosta, que tiene una salida en el cercano pueblo de Pont-Saint-Martin.

### Conexiones ferroviarias
En Donnas hay una estación de ferrocarril de la línea Turín-Aosta.

## Galería fotográfica

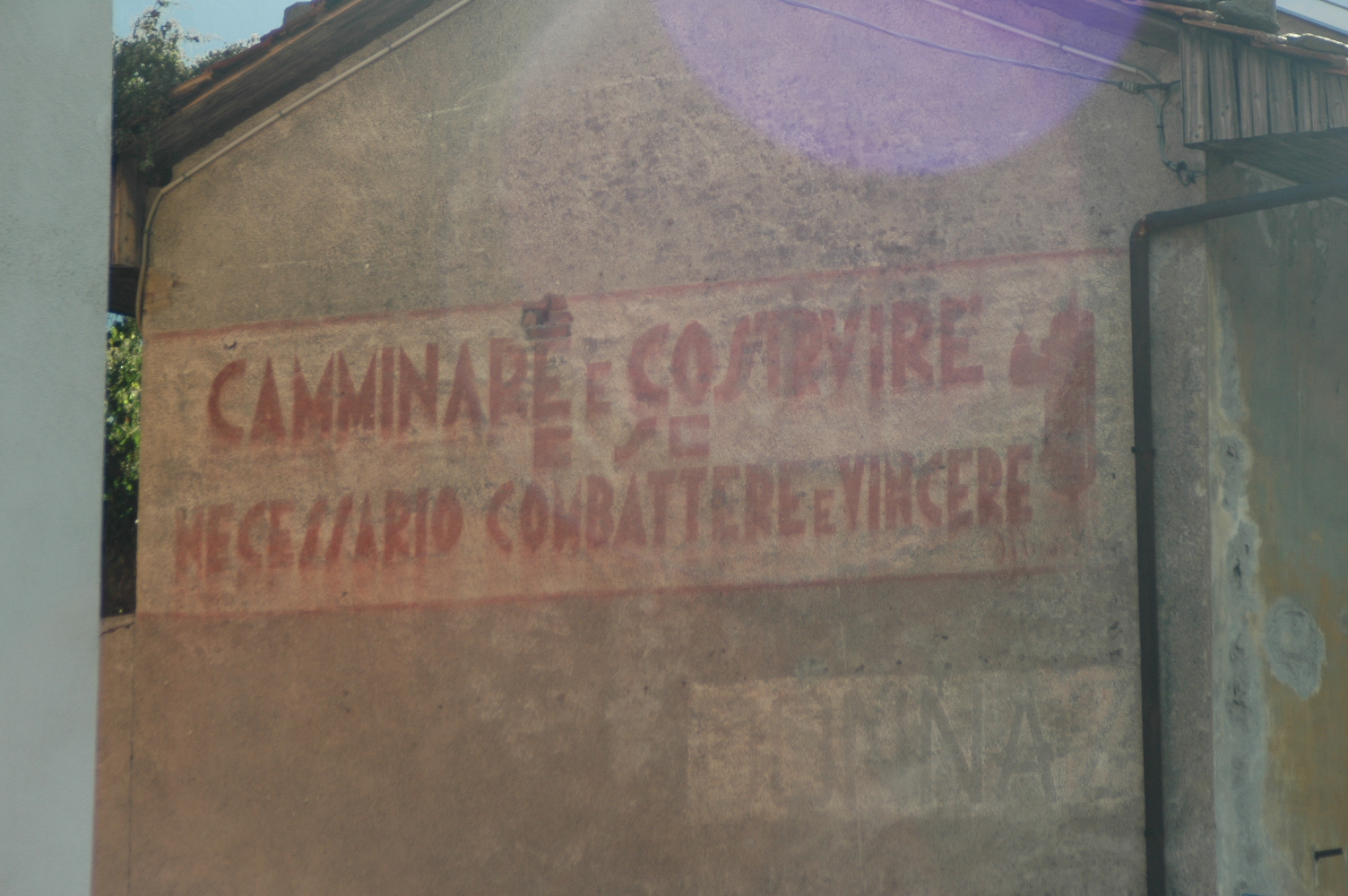
Frase fascista en Donnas.
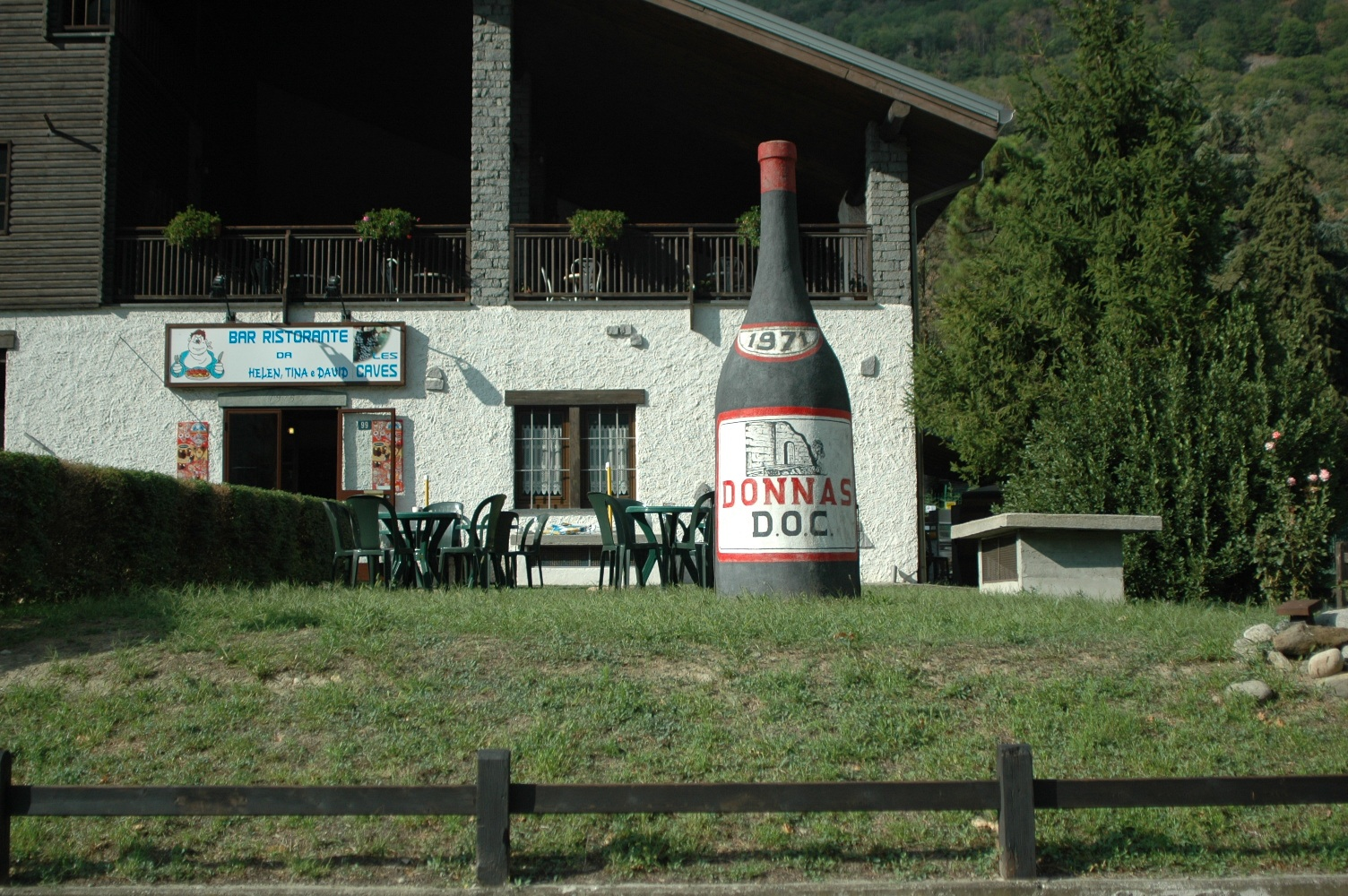
Las Caves coopératives de Donnas, sede de la cooperativa vinícola.
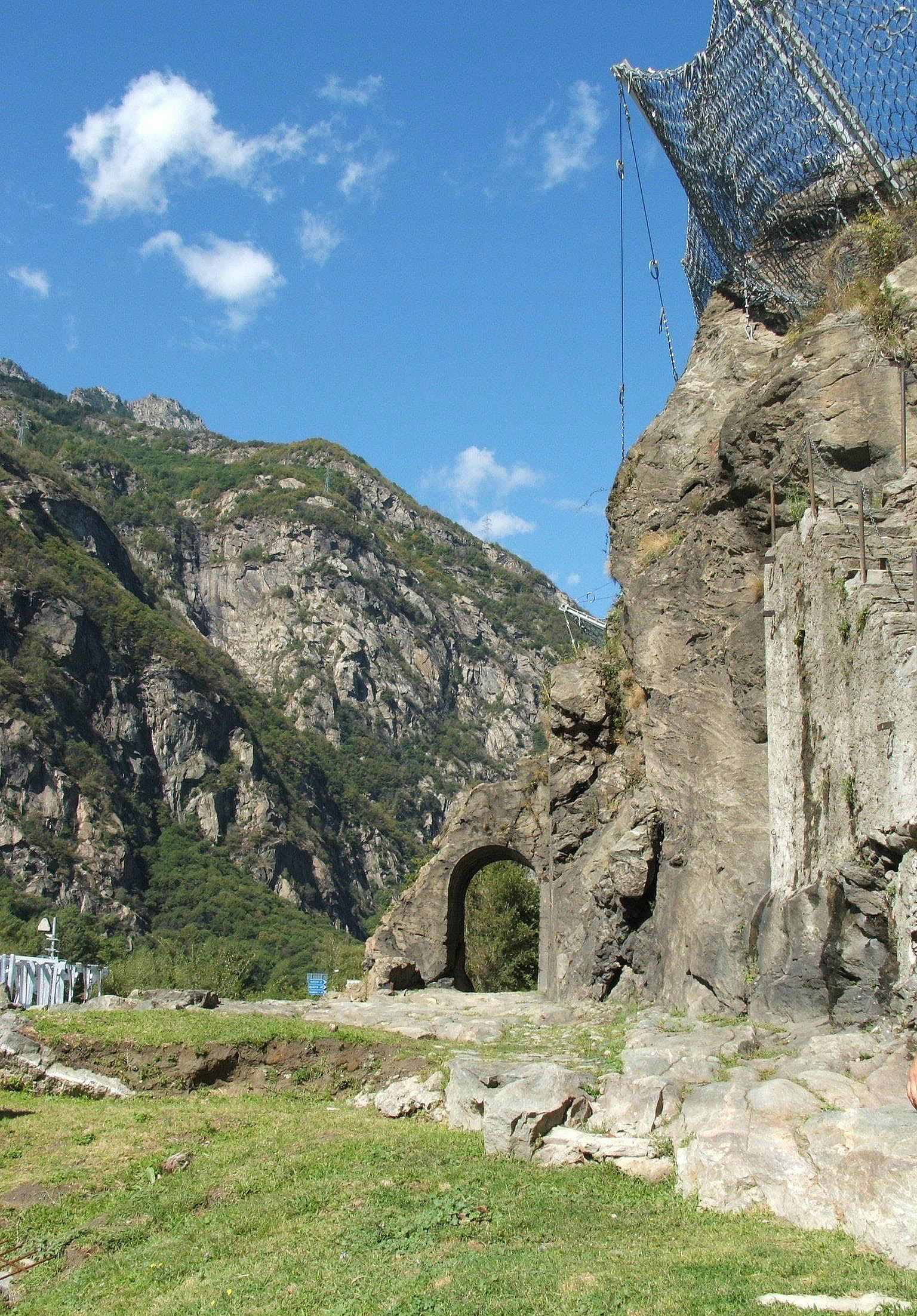
Via romana y arco en la roca.
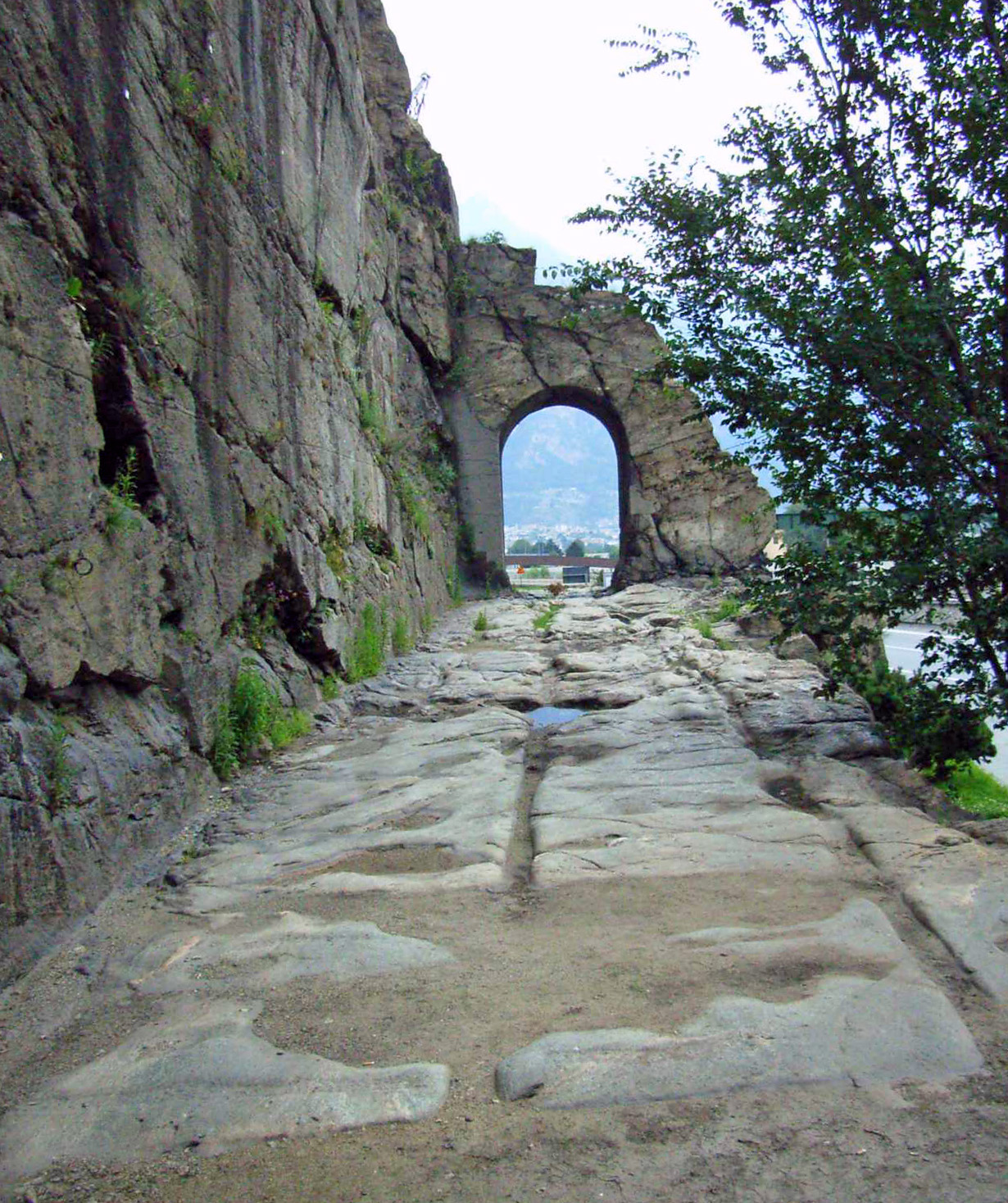
Antigua vía romana.

- Datos: Q34998
- Multimedia: Donnas / Q34998

1. ↑  Worldpostalcodes.org, código postal n.º 11020.
2. ↑  «Codici Catastali». Comuni-italiani.it (en italiano). Consultado el 29 de abril de 2017.